# Titanio leucopsumis
Titanio leucopsumis là một loài bướm đêm trong họ Crambidae.